# 伊鲁拉
伊鲁拉（西班牙語：Irura）是西班牙巴斯克自治区吉普斯夸省的一个市镇。总面积3平方公里，总人口910人（2001年），人口密度303人/平方公里。